# Качергинский, Шмерке
Шмерке Качергинский (идиш שמערקע קאַטשערגינסקי‎ — все поэтические сборники опубликованы под именем Шмерке Качергинский, в отдельных публицистических книгах — Шмерл Качергинский (идиш שמערל קאַטשערגינסקי‎), пол. Szmerke Kaczerginski; 28 октября 1908, Вильна, Российская империя — 23 апреля 1954, Мендоса, Аргентина) — еврейский писатель, поэт, журналист, участник антифашистского подполья, член литературной группы «Юнг Вилне».

## Биография
Родился в 1908 году в Вильне, в очень бедной семье Вольфа и Алты Качергинских. В возрасте шести лет лишился родителей и вместе с братом Янклом воспитывался в семье деда. Окончил талмуд-тору, затем учился на литографа. Был активным участником подпольных коммунистических организаций, несколько раз был арестован.
Рано начал писать стихи — так известная песня «Татэс, мамэс, киндэрлэх бойэн барикадн» была создана им в 15-летнем возрасте. Являлся одним из основателей литературной группы «Юнг Вилнэ», а также одним из самых активных её деятелей, писал на идише. Рассказы 1930-х годов, а впоследствии и стихи, публиковал под именем «Хавэр Шмерке» (товарищ Шмерке) и (чаще) сокращением «Х. Шмерке» (тов. Шмерке). В октябре 1939 года, когда Советский Союз передал Виленский край Литве, Качергинский покинул Вильну, но в июне 1940 года после начала оккупации Литвы советскими войсками вернулся в родной город, где стал видной фигурой культурной жизни теперь уже Вильнюса.
После нападения Германии на Советский Союз, весной 1942 года Качергинский попал в Вильнюсское гетто, где участвовал в работе подпольной организации, спасая от уничтожения еврейские рукописи, книги, музейные экспонаты и другие реликвии. В сентябре 1943 года бежал и вступил в партизанский отряд, впоследствии приняв участие в освобождении Вильнюса. В июле 1944 года Качергинский вновь вернулся в город и занялся извлечением спасённых во время войны ценностей, спрятанных подпольщиками в специальном бункере.
С 1944 года был первым директором Государственного еврейского музея Литовской ССР (Еврейский музей в Вильнюсе), расформированного в 1949 году. Разочаровавшись в планах советской власти относительно возрождения еврейской культуры, в 1946 году уехал в Польшу. Жил и работал в Лодзи в Центральной еврейской исторической комиссии. Здесь же женился на Мери Шутан, родом из Свенцян. Вступил в сионистскую социалистическую рабочую партию «Поалей Цион», был редактором еженедельника партии («Ундзэр ворт» — Наше слово). После Келецкого погрома покинул Польшу и переехал в Париж.
В 1948 году был делегатом учредительного съезда Еврейского культурного конгресса. На притеснения еврейской культуры в СССР Качергинский ответил книгой «Цвишн hамэр ун сэрп» («Между молотом и серпом»), изданной в Париже в 1949 году (расширенное издание — 1950).
В мае 1950 года переехал в Буэнос-Айрес, учредил издательство «Киюм», публиковавшее художественные произведения и публицистику в периодической печати.
Погиб в авиакатастрофе в Андах в апреле 1954 года, возвращаясь из Нью-Йорка. В память о Качергинском в 1955 году был издан сборник «Шмерке Качергински ондэйнк-бух» («Книга памяти Шмерке Качергинского»), под редакцией Ефима Ишурина.
Дочь — общественный деятель, активистка нескольких антисионистских организаций Лилиан (Либа) Кордова Качергински (Liliane Cordova Kaczerginski).

## Творчество

### Книги
- Качергинский Ш. Наша песнь. — Варшава, 1946.
- Качергинский Ш. (переводчик), Гроссман В. Чёрная книга (сборник документов). — Нью-Йорк, 1946.
- Качергинский Ш. Партизаны идут. — Буэнос-Айрес, 1947.
- Качергинский Ш. Разрушение Вильно. — Нью-Йорк, 1947.
- Качергинский Ш. Песнь Виленского гетто. — Париж, 1947.
- Качергинский Ш. Партизаны идут. — Мюнхен, 1948.
- Качергинский Ш. Песни гетто и лагерей (антология). — Нью-Йорк, 1948.
- Качергинский Ш. Между молотом и серпом. — Париж, 1949.
- Качергинский Ш. Я был партизаном. Зелёная легенда (2 т.). — Буэнос-Айрес, 1952.

### Драматургия
- «Среди падающих стен», 1950.

### Песни
- «Тише, тише» (1943) — стихи.
- «Татэс, мамэс, киндэрлэх бойэн барикадн» («Папы, мамы, детишки строят баррикады») — стихи и музыка.
- «Ночью выпал снег» — стихи.
- «Марш ФПО» (Объединенной партизанской организации) — стихи и музыка.
- «Весна в гетто» — стихи.
- «Zol Shoyn Kumen Di Geule» («Пусть уже придет избавление») — стихи[16].

## Интересные факты
- Чтобы избежать облав в оккупированном немцами Вильнюсе, Качергинский выдавал себя за глухонемого[7].
- Песня «Штилэр, штилэр» («Тише, тише») (1943) на стихи Качергинского была использована в двух кинофильмах, снятых в 2000 и 2006 гг. соответственно, — «Гетто» и «Дом радости»[17].
- Антология «לידער פֿון די געטאָס און לאַגערן» (ли́дэр фун ди гэтос ун ла́гэрн — «Песни гетто и лагерей»), составленная Качергинским в 1948 году и включающая 233 текста (по другим данным — 236)[18], признана самым полным сборником «песен Холокоста»[19].
- Ближайшим другом Качергинского был Авром Суцкевер[10].
- Шмерке Качергинский перевёл на идиш песню «Давай закурим» (גיב זשע חבֿר אַ רױכער טאָן — гиб жэ хавэр а ройхэр тон) И. Френкеля и М. Табачникова.